# Мейси, Дин
Дин Алан Мейси (англ. Dean Alan Macey; род. 12 декабря 1977, Рочфорд, Эссекс) — британский легкоатлет, специалист по многоборьям. Выступал за сборные Великобритании и Англии по лёгкой атлетике в 1996—2006 годах, серебряный и бронзовый призёр чемпионатов мира, чемпион Игр Содружества в Мельбурне, участник двух летних Олимпийских игр.

## Биография
Дин Мейси родился 12 декабря 1977 года в городе Рочфорд графства Эссекс.
Впервые заявил о себе в лёгкой атлетике на международном уровне в сезоне 1996 года, когда вошёл в состав британской национальной сборной и побывал на юниорском мировом первенстве в Сиднее, откуда привёз награду серебряного достоинства, выигранную в десятиборье — уступил здесь только венгру Аттиле Живоцки.
В 1997 году стартовал на молодёжном европейском первенстве в Турку, но без результата досрочно завершил выступление.
На чемпионате мира 1999 года в Севилье стал серебряным призёром в десятиборье, пропустив вперёд титулованного чеха Томаша Дворжака. Участвовал в молодёжном европейском первенстве в Гётеборге.
Благодаря череде удачных выступлений удостоился права защищать честь страны на летних Олимпийских играх 2000 года в Сиднее — набрал в сумме всех дисциплин десятиборья 8567 очков, расположившись в итоговом протоколе соревнований на четвёртой строке.
В 2001 году с личным рекордом в 8603 очка взял бронзу на чемпионате мира в Эдмонтоне, в десятиборье его обошли Томаш Дворжак и эстонец Эрки Ноол.
Находясь в числе лидеров легкоатлетической команды Великобритании, благополучно прошёл отбор на Олимпийские игры 2004 года в Афинах — вновь стал четвёртым в общем зачёте, набрав в сумме 8414 очка.
В 2006 году принял участие в Играх Содружества в Мельбурне, превзошёл всех своих соперников в десятиборье и завоевал золотую медаль.
Не сумев отобраться на Олимпиаду 2008 года в Пекине, решил завершить карьеру в лёгкой атлетике.
Некоторое время выступал в бобслее, вместе с бывшим спринтером Джейсоном Гарденером пытался пройти отбор на зимние Олимпийские игры 2010 года в Ванкувере, но на чемпионате Великобритании они финишировали в двойках лишь шестыми.
Впоследствии проявил себя как спортивный комментатор на радио и телевидении.